# Fredrik Lindholm (pianist)
Fredrik Lindholm, född 30 oktober 1837 i Göteborg, död 24 mars 1901 i Kristiania, var en svensk pianist. 

## Biografi
Lindholm studerade Stockholms musikkonservatorium och avlade musikdirektörsexamen 1854. Han studerade även vid musikkonservatoriet i Leipzig. Han var kapellmästare vid Kristiania Teater 1864–65. Han gav konserter i utlandet och uppträdde som pianist med endast vänstra handen från 1894. Han blev associé av Musikaliska akademien 1857.